# 政治经济学刊
《政治经济学刊》（Journal of Political Economy）是由芝加哥大学出版社出版的同行评审的学术期刊月刊。它由詹姆斯·勞倫斯·勞夫林于1892年创立，涵盖經濟學理論和实证经济学。 过去，该杂志从创刊到1905年每季出版一次，从1906年到1921年每冊十期，从1922年到2019年每双月出版一次。它被认为是经济学中排名前五的期刊之一。 
現時，雜誌的主编是芝加哥大学的Magne Mogstad。

## 收錄和索引
该期刊被多本本雜誌收錄，包括EBSCO 、 ProQuest 、 EconLit  、 Research Papers in Economics 、 Current Contents /Social & Behavioral Sciences 和社會科學引文索引。根据期刊引證報告，该期刊於2020年影响因子为 9.103，在「经济学」类别中排名 4/376 期刊。 
该期刊是芝加哥大学的部门拥有的期刊。 